# Pais Dezső
| Pais Dezső                                | Pais Dezső |
| Kattints az alábbi külső linkek egyikére! | Kattints az alábbi külső linkek egyikére!                                                                     |
| ----------------------------------------- | --- |
| Nem található szabad kép.(?)              | |
| külső link · jogvédett                    | Landorhegyi és Pais Dezső Általános Iskola. Pais Dezső Tagintézmény                                           |
| külső link · jogvédett                    | Pais Dezső mellszobra. Zalaegerszeg Rákóczi Ferenc utca 30. A Zrínyi Miklós Gimnázium udvarán van. Köztérkép. |
| külső link · jogvédett                    | Pais Dezső. Arcanum. Kézikönyvtár. A múlt magyar tudósai.                                                     |
| külső link · jogvédett                    | Pais Dezső. Magyar Nemzet. 2021. 03. 20.                                                                      |
| külső link · jogvédett                    | Pais Dezső sírja a Farkasréti Temetőben. Magyar Nemzet. 2021. 03. 20.                                         |

Pais Dezső (Zalaegerszeg, 1886. március 20. – Budapest, 1973. április 6.) Kossuth-díjas magyar nyelvész, a Magyar Tudományos Akadémia levelező (1930), majd rendes (1941) tagja. Az egyik legnagyobb magyar nyelvtörténész, a tudós- és tanárképzés példamutató egyénisége.  
Fő kutatási területe a magyar nyelvtörténet, ezen belül szótörténet és etimológia, történeti hely- és személynévkutatás, ómagyar nyelvemlékek vizsgálata, a magyar irodalmi nyelv története. 

## Életútja

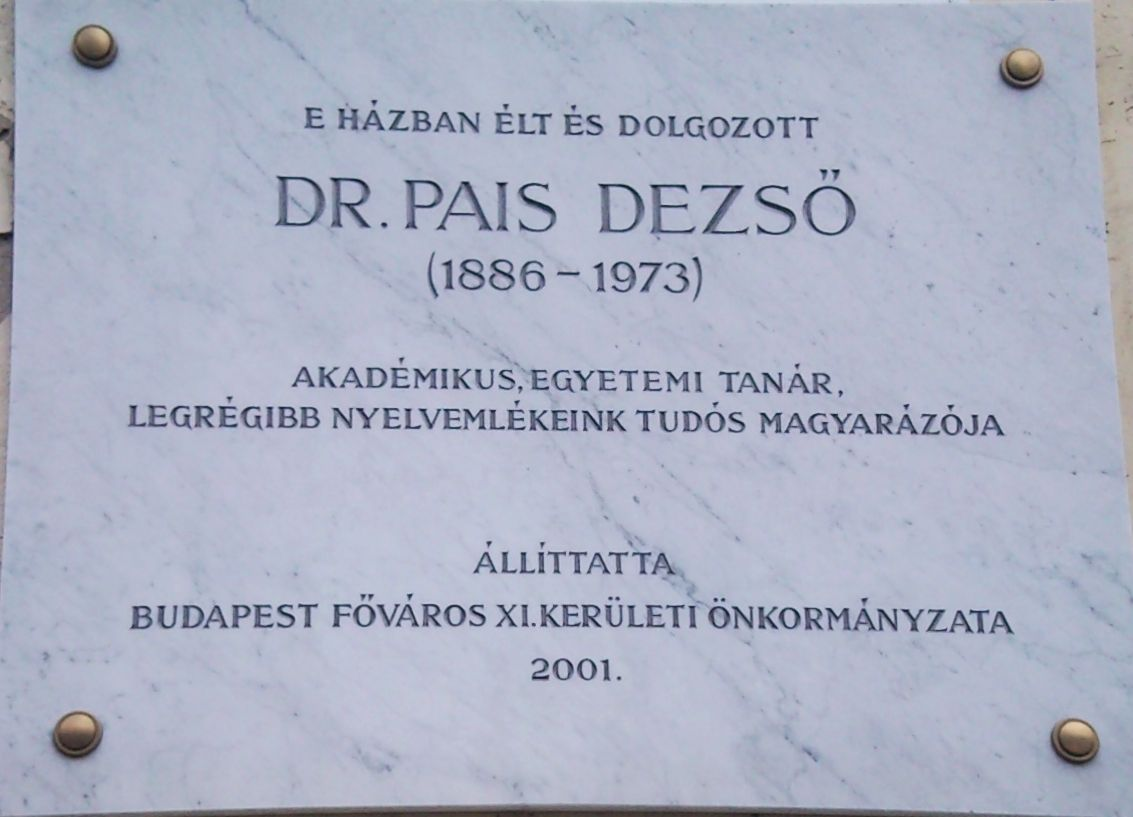
Emléktáblája egykori lakhelyén

A család a Zala vármegyei Komondor Pais nemzetségből származott. Pais Dezső édesapja Pais Kázmér János, édesanyja Shmilliár Ilona volt. Az apa írnokként, irodatisztként, majd tiszteletbeli irodafőtisztként dolgozott késő öregkoráig a zalaegerszegi alispáni hivatalban. Pais Dezsőnek apja harmadik házasságából hét testvére született, akik mindnyájan diplomát szereztek. Ebben lényeges szerepe volt legidősebb bátyjuknak, aki mindig figyelemmel kísérte családtagjai életét, és önzetlenül támogatta őket. A testvérek közül szintén a tudományos pályát választotta a fiatalon elhunyt Pais Károly nyelvész és Pais László földrajztudós, valamint a Széchenyi-díjas Pais István vegyész. 
Elemi iskoláit szülővárosában végezte, majd nyolc évig a mai zalaegerszegi Zrínyi Miklós Gimnázium, az akkori főreál gimnázium tanulója volt. 1904-ben a Budapesti Tudományegyetem hallgatója és az Eötvös József Collegium tagja lett. Eredetileg matematika–fizika szakosként vették fel, de a Collegium igazgatója, Bartoniek Géza átirányította magyar–latin–görög szakra. Szakvizsgáit 1908-ban tette le. A Collegium szabad, független légköre meghatározó szerepet játszott szellemi fejlődésében. Itteni tanárai közül nagy hatással volt rá a magyar irodalomtörténész Horváth János, akit fő mesterének tartott. Kettejük között életre szóló barátság alakult ki. Kollégistaként ismerte meg Kodály Zoltánt is, akire később mint „a másik nagy barát”-ra és munkatársra tekintett. Pályája kezdetén Pais Dezső irodalomtörténésznek indult. 1908-ban, tanárjelöltként tagja lett a Magyar Nyelvtudományi Társaságnak. 1911-ben részt vett a Magyar Irodalomtörténeti Társaság megalapításában. Első írásai 1910-ben láttak napvilágot, tudományos publikációi ettől kezdve folyamatosan jelentek meg. 
Tanulmányai elvégzése után –  miután álláshoz nem jutott – egy rövid házitanítói időszak után visszatért szülővárosába. 1910–1911-ben itt új irányt keresett és talált magának: kutatásokba kezdett a megyei levéltárban. Ekkor ébredt fel érdeklődése a helynevek története és etimológiája iránt. Ezután másfél évtizedig középiskolában tanított. 1911–1912-ben helyettes tanár volt a soproni főreáliskolában, 1912-től 1918-ig gimnáziumi tanár Cegléden, majd 1919-től az óbudai Árpád Gimnáziumban.
1924-ben a Pázmány Péter Tudományegyetem bölcsészeti karára kapott beosztást a gyakorló tanárjelöltek szakmai-pedagógiai felkészítésére, előbb a modern filológiai szeminárium, azután a magyar nyelvtudományi intézet mellett. 1933-ban az Eötvös Collegium tanára lett: egy évig latinból, azután magyar nyelvészetből volt szakvezető. Gombocz Zoltán halála után, 1937-től 1959-ig a Pázmány Péter Tudományegyetem (1950-től Eötvös Loránd Tudományegyetem) magyar nyelvészeti tanszékének vezetője. Amikor 1952-ben itt egy második nyelvész tanszék is létrejött Bárczi Géza vezetésével, ők ketten – az akkori nehéz viszonyok között – teljes egyetértésben küzdöttek a nyelvtudomány ügyéért. Mindketten igazi nevelők voltak, akiknek tudományszeretete és a fiatalok iránti figyelme és törődése nagy hatással volt a közeli tanítványokra. Pais Dezsőnek különösen kedves témája volt Anonymus; a róla tartott órákon szívesen elemezte a szöveg Tosu, Tosunec adatát. Innen kapta egyetemi nevét: „Tosu”, „Tosu tanár úr”. 
1956-ban mint köztiszteletben álló tanárt megválasztották a bölcsészkari forradalmi bizottság elnökévé. Ezt a funkciót is a rá jellemző humánus szellemben töltötte be.
A hetvenedik születésnapjára készült Pais-emlékkönyv (1956) barátainak és tanítványainak tiszteletadása, benne a közeli jóbarát, a szintén zalaegerszegi születésű Keresztury Dezső üdvözlő versével, Bárczi Gézának a tudós munkásságát átfogóan bemutató előszavával, valamint Pais Dezső műveinek bibliográfiájával. Ugyanerre az alkalomra állította össze Kubínyi László a kéziratos Pais-albumot, melyben kitűnő karikatúrák egész sorozatában örökíti meg az ünnepelt alakját. 
Pais Dezső nyugdíjba menetele után is változatlanul folytatta munkáját. Élete végéig szerkesztette a Magyar Nyelvet, hetente tartott nyelvtörténeti szakszemináriumot az érdeklődő hallgatóknak. Központi alakja volt a Kruzsoknak, a magyar nyelvészek baráti társaságának, amely a hozzá ragaszkodó kollégák és tanítványok találkozóhelye volt. Feltétlen igazságszeretete, mély embersége és színes egyénisége több nemzedék számára élményt jelentett. Egész életét a tudománynak szentelte, abban a szellemben, amit egy nevezetes mondásban így fogalmazott meg: „A tudomány az életért van – és a mi életünk legyen a tudományért!”

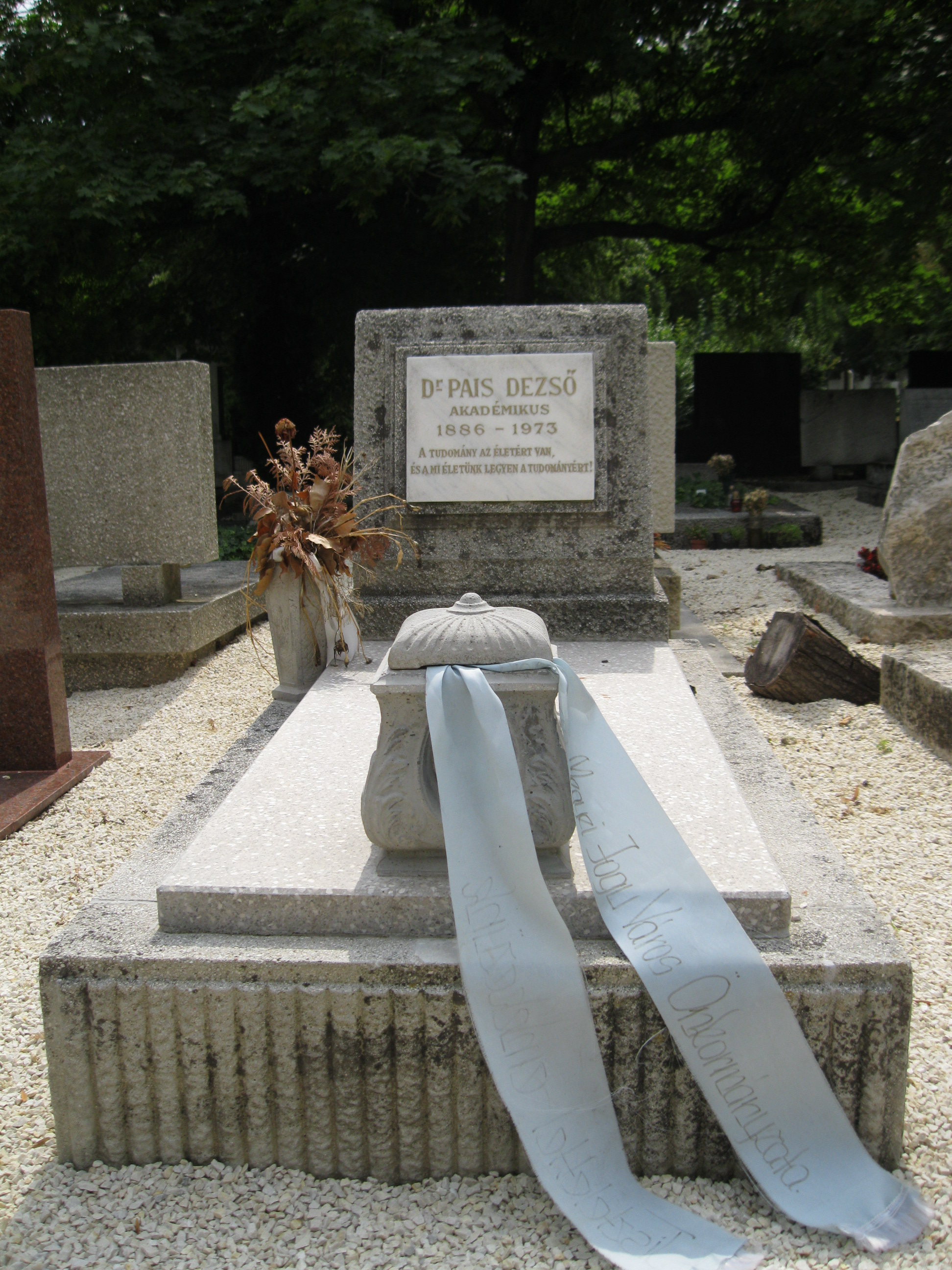
Sírja a Farkasréti temetőben

1973. április 6-án hunyt el. A Farkasréti temetőben nyugszik.

## Munkássága
Pályája kezdetén érdeklődése az irodalomtörténet felé fordult. Ekkor született Báró Kemény Zsigmond és az irodalmi élet című írása (1911), mely doktori disszertációja is lett. 
Nyelvészeti munkásságának legkorábbi területe a zalai helynevek történeti-etimológiai vizsgálata. Első ilyen témájú írása 1911-ben jelent meg a Magyar Nyelvben Helynévmagyarázatok címmel.  Ezt újabb és újabb hasonló tanulmányok követték. 
A személynevek terén is rendszeresen végzett névtani vizsgálatokat. Régi személyneveink jelentéstana című munkája (1921-1922, majd 1966) úttörő rendszerezését adja a korai ómagyar nevek egy csoportjának, középpontba állítva a névadás motivációját, különös tekintettel a társadalom- és művelődéstörténeti mozzanatokra. Névfejtéseiben gyakran alkalmazta azt az elvet,   amely szerint az együtt jelentkező nevek kölcsönösen értelmezik egymást. E jelenségre a „névvonatkozás” kifejezést alkalmazta.  
A szókészlet vizsgálata során igen fontosnak tartotta a latin oklevelekben előforduló magyar szavak és tulajdonnevek figyelembevételét. E nyelvemléktípusra ő alkotta meg a „szórvány  nyelvemlék” vagy „szórvány” elnevezést. 
Kitüntetett figyelmet fordított a nyelvemlékek tanulmányozására. Az Ó-magyar olvasókönyv (1929, Jakubovich Emillel) mintaszerű, gazdag forrás az emlékek bemutatása és közlése terén. Magyar Anonymus című munkájában (1926) Pais a latin geszta fordítását és szórványainak magyarázatát adja. Feldolgozta a veszprémvölgyi apácák görög nyelvű adománylevelének szórványait is. Az Ómagyar Mária-siralom kérdéseivel egész tanári pályája során rendszeresen foglalkozott; egyes  részleteinek elemzését meg is jelentette. Tőle származik a Magyar Versek Könyvében megjelent olvasat és értelmezés (1937, 1942). Az archaikus népi imádságok felfedezése után felhívta a figyelmet a Mária-siralom és a 20. századig fennmaradt imák közötti összefüggésekre. Kiadta a Halotti beszéd és könyörgés olvasatát és értelmezését is (1942). 
Akadémiai levelező tagsági székfoglaló előadását a következő címmel tartotta: A magyarsággal kapcsolatos IX–X. századi népelemek és népmozgalmak (1931). Rendes tagsági székfoglaló előadásának címe: Kettőztetés, ikresítés a magyar nyelvben (1942). 
Sokoldalú oktatói tevékenységével összhangban a nyelvtudomány számos területét művelte. Ezek közé tartozik a hangtörténet, az alaktan és a mondattan. Irányelvek a magyar hangtörténet tárgyalásában és Két fejezet a mondattanból című írásait Kossuth-díj jutalmazta (1951). Mestere volt a szótörténeti és etimológiai kutatásoknak. Vizsgálatai rendszerint egész szócsaládokra irányultak, felfejtve azok szövevényes hangtani, alaktani és jelentéstani összefüggéseit. Erre különlegesen átfogó példa a szer szó családjának bemutatása (1962). Élénken foglalkoztatták a szókincs azon elemei, amelyekben a régi magyarság szellemi élete tükröződik (vö. reg, tündér, táltos, orvos stb.). A magyar ősvallás körébe tartozó tanulmányainak gyűjteménye posztumusz kötet formájában látott napvilágot (1975). Az ómagyar korról szólva a mulattatók kérdésköre, valamint a lovagköltészetből jött nevek világa különösen vonzó volt számára.  
Irodalmi érdeklődésének elevenségét jól mutatja osztályelnöki üdvözlő beszéde Márai Sándor tiszteletére 1943-ban, az író levelező tagsági székfoglalója alkalmából a Magyar Tudományos Akadémián. 1952-ben Szegeden A magyar irodalmi nyelv címmel tartott nagy hatású előadást, mely egy új tudományterület alapjait vetette meg. E témakörhöz kapcsolódik két általa szerkesztett tanulmánykötet is, mely ugyancsak addig feltáratlan területeket világít meg: Nyelvünk a reformkorban (1955) és Dolgozatok a magyar irodalmi nyelv és stílus történetéből (1960). 
A Magyar Nyelv folyóirat szerkesztését élete egyik leglényegesebb feladatának tartotta. Ennek munkálataiban már igen korán, 1924-től részt vett. Neve 1928-ban jelent meg a címlapon. A szerkesztői munkát mintegy 50 éven át végezte; eleinte Gombocz Zoltánnal és Melich Jánossal, azután egy évtizedig egyedül, majd 1953-tól haláláig Benkő Loránddal. A háború utáni súlyos anyagi körülmények között ő biztosította, hogy a Magyar Nyelv megszakítás nélkül, évente megjelenjen. Fáradhatatlan munkájának köszönhető, hogy ez a legjobban szerkesztett magyar folyóirattá vált. 
Ugyanilyen odaadással gondozott sorozatokat is, így a Magyar Nyelvtudományi Társaság Kiadványainak számos kötetét. Az általa 1953-ban elindított Nyelvtudományi Értekezések munkálatait a 70. számig ő irányította. 
Többféle testületben látott el vezető funkciókat. 1943-tól 1949-ig az MTA I. Osztályának elnöke volt. Ugyancsak az elnöki feladatokat látta el hosszú időn át a Nyelvtudományi Bizottságban és a Helyesírási Bizottságban. A Magyar Nyelvtudományi Társaságnak 1944 és 1950 között egyik alelnöke volt.  
Munkásságának elismeréseként a helsinki Finnugor Társaság levelező (1937), majd tiszteleti (1958) tagjává választotta. A tartui Észt Tudós Társaságnak is levelező tagja lett (1938). Szülővárosa, Zalaegerszeg 1964-ben díszpolgárává fogadta. Elsőként kapta meg a Magyar Nyelvtudományi Társaság legnagyobb díját, a Révai Miklós-emlékérmet (1968). 2003-ban posztumusz Magyar Örökség Díjban részesült. 
Tudományos szemléletében meghatározó elv a nyelv és az élet kapcsolata. Ezzel összefüggésben fontosnak tartotta a tárgyi, művelődéstörténeti, társadalomtörténeti mozzanatok figyelembevételét, valamint a társtudományok együttműködését. Egész munkásságát áthatotta a magyar művelődés múltjának átfogó tanulmányozása, s egyszersmind a jelen és a jövő iránti felelősség. 
Munkáinak jellegzetes vonása a tények feltétlen tisztelete, az adatok és a szakirodalmi előzmények kivételesen gondos számbavétele. Harcos ellenfele volt a „szokás és szabvány” követelményének és mindenfajta dogmának. Saját megközelítési módját a körültekintés, a színes fantázia és a többféle értelmezési lehetőség fölvetése jellemezte. 
Felfogásáról ő maga így vallott Életem, emlékeim című visszaemlékezésében (1971): „A tudománynak szerintem (...) nem az a feladata, hogy megnyugtató sikerekkel, illetőleg gyakran álsikerekkel díszelegjen, hanem hogy nyugtalankodjék és nyugtalanítson”.  

## Főbb művei
- Báró Kemény Zsigmond és az irodalmi élet. Irodalomtörténeti Közlemények 21 (1911): 32–57, 170–186, 312–327.
- Régi személyneveink jelentéstana. A Magyar Nyelvtudományi Társaság Kiadványai 115. Budapest, 1966. – Folyóiratban: Magyar Nyelv 17 (1921): 158–163, 18 (1922): 26–34, 93–100.
- Magyar Anonymus. Béla király jegyzőjének könyve a magyarok cselekedeteiről. Fordította, bevezetéssel, jegyzetekkel és térképpel ellátta Pais Dezső. Budapest: Magyar Irodalmi Társaság, 1926.
- Szórvány-nyelvemlék, szöveg-nyelvemlék. Magyar Nyelv 24 (1928): 338–340.
- Ó-magyar olvasókönyv (Jakubovich Emillel). Tudományos Gyűjtemény 30. Pécs: Danubia, 1929.
- Mária siralma (Pais Dezső olvasása és értelmezése szerint). In: Horváth János szerk.: Magyar versek könyve. Budapest: Magyar Szemle Társaság, 1937. Második, bővített kiadás: 1942. 33–34.
- A veszprémvölgyi apácák görög oklevele mint nyelvi emlék. A Magyar Nyelvtudományi Társaság Kiadványai 50. Budapest, 1939.
- A Halotti Beszéd olvasása és értelmezése. Magyar Nyelv 38 (1942): 159–162
- Pais Dezső üdvözlő beszéde Márai Sándor l. tag székfoglalója alkalmából, 1943. december 6-án. Akadémiai Értesítő 53 (1944): 343–351.
- Irányelvek a magyar hangtörténet tárgyalásában. A Magyar Nyelvtudományi Társaság Kiadványai 78. Budapest, 1950.
- Két fejezet a mondattanból. A Magyar  Nyelvtudományi Társaság Kiadványai 79. Budapest, 1950.
- Kérdések és szempontok a szóösszetételek vizsgálatához. Magyar Nyelv 47 (1951): 135–154.
- Árpád- és Anjou-kori mulattatóink. Szakaszok egy tanulmányból. A Magyar  Nyelvtudományi Társaság Kiadványai 81. Budapest, 1953. = Emlékkönyv Kodály Zoltán hetvenedik születésnapjára. Budapest: Akadémiai Kiadó, 1953. 95–110.
- A magyar irodalmi nyelv. A Magyar Tudományos Akadémia Nyelv- és Irodalomtudományi Osztályának közleményei 4 (1953): 425–466, 485–486. = A II. országos  nyelvészkongresszus (Szeged, 1952. november 14–16.). A Magyar Nyelvtudományi Társaság Kiadványai 83. Budapest, 1954. 125–166, 185–186.
- Nyelvünk a reformkorban. Tanulmánygyűjtemény. Szerkesztette Pais Dezső. Budapest: Akadémiai Kiadó, 1955.
- Dolgozatok a magyar irodalmi nyelv és stílus történetéből. Szerkesztette Pais Dezső. Budapest: Akadémiai Kiadó, 1960.
- Szer. Egy szószervezet szétágazásai a magyarban és más finnugor nyelvekben. Nyelvtudományi Értekezések 30. Budapest: Akadémiai Kiadó, 1962.
- Szótörténeti és szófejtő tanulmányok. Szerkesztette Pais Dezső és Bankő Loránd. Nyelvtudományi Értekezések 38. Budapest: Akadémiai Kiadó, 1963.
- Életem, emlékeim. Valóság 1971/6: 32–46.
- A magyar ősvallás nyelvi emlékeiből. Sajtó alá rendezte Kázmér Miklós. Budapest: Akadémiai Kiadó, 1975.

## Díjai, kitüntetései
- Sámuel-díj (1919, 1926)
- Kossuth-díj (1951)
- Munka Érdemrend (1953, 1956)
- Zalaegerszeg díszpolgára (1964)
- Révai Miklós-emlékérem (1968)
- Magyar Örökség Díj (posztumusz, 2003)
- Nevét őrzi a 461650 Paisdezső kisbolygó.[2][3]

## Emlékezete
Szülővárosa nagy tisztelettel őrzi Pais Dezső emlékét. 1964-ben Zalaegerszeg díszpolgárává választották.  
1974. május 23–24-én ugyanitt emlékünnepséget szerveztek, melynek keretében a Magyar Nyelvtudományi Társaság tudományos ülésszakot tartott. Hajdani iskolája, a Zrínyi Miklós Gimnázium falán emléktáblát helyeztek el. Az avató beszédet Bárczi Géza tartotta. 
Ugyancsak Zalaegerszegen 1980 végén egy akkor felépült általános iskolát neveztek el róla. Az ide vezető utca az ő nevét viseli. 1986-ban az iskola előcsarnokában felállították mellszobrát, Fischer György szobrászművész alkotását. 2012-ben, amikor az épület más funkciót kapott, a szobor átkerült a Zrínyi Miklós Gimnázium udvarába. 
Budapest III. kerületében, Békásmegyeren utcát (1979) és általános iskolát (1981) neveztek el róla. Ez utóbbiban Pais Ösztöndíj is van.  
A Pais-centenárium (1986) alkalmából Zala Megye Tanácsa Pais Dezső-díjat és emlékérmet alapított, melyet a Magyar Nyelvtudományi Társaság közreműködésével ítél oda azoknak, akik elsősorban a nyelvtörténeti és névtani kutatások terén maradandót alkottak. Az első díjazott 1986-ban Szabó T. Attila volt.  
1986. október 8–10-én Zalaegerszegen egy névtani konferenciával egybekötve centenáriumi ünnepséget tartottak. Ennek során márványtáblát avattak a Pais Dezső utcában. 
2003-ban Pais Dezső posztumusz Magyar Örökség díjat kapott. 
Születésének 125. évfordulója alkalmából szülővárosában ismét emlékülés keretében emlékeztek rá  2011. november 11-én. 
2021-ben egy kisbolygót neveztek el róla. 
Budapesti lakóhelyét emléktábla jelzi a XI. kerület Kosztolányi Dezső tér 12. sz ház falán.  